# Peter Mornár
Peter Mornár (* 13. srpna 1948) byl slovenský a československý politik, po sametové revoluci poslanec Sněmovny lidu Federálního shromáždění za Kresťanskodemokratické hnutie.

## Biografie
Ve volbách roku 1990 zasedl za KDH do Sněmovny lidu (volební obvod Východoslovenský kraj). Ve Federálním shromáždění setrval do voleb roku 1992. Pocházel z regionu Popradska.